# Presidenti della Commissione europea
Quanto segue è l'elenco dei Presidenti della Commissione europea, dalla data della sua istituzione.

## Cronotassi
| Nº                                                     | Presidente (Nascita–Morte)                             | Presidente (Nascita–Morte)                             | Presidente (Nascita–Morte)                             | Nazione                                                | Partito                                                | Commissione                                            | Coalizione                                             | Mandato                                                | Mandato                                                | Elezioni                                               |
| Nº                                                     | Presidente (Nascita–Morte)                             | Presidente (Nascita–Morte)                             | Presidente (Nascita–Morte)                             | Nazione                                                | Partito                                                | Commissione                                            | Coalizione                                             | Inizio                                                 | Fine                                                   | Elezioni                                               |
| Nomina da parte degli Stati membri dell'Unione Europea | Nomina da parte degli Stati membri dell'Unione Europea | Nomina da parte degli Stati membri dell'Unione Europea | Nomina da parte degli Stati membri dell'Unione Europea | Nomina da parte degli Stati membri dell'Unione Europea | Nomina da parte degli Stati membri dell'Unione Europea | Nomina da parte degli Stati membri dell'Unione Europea | Nomina da parte degli Stati membri dell'Unione Europea | Nomina da parte degli Stati membri dell'Unione Europea | Nomina da parte degli Stati membri dell'Unione Europea | Nomina da parte degli Stati membri dell'Unione Europea |
| ------------------------------------------------------ | ------------------------------------------------------ | ------------------------------------------------------ | ------------------------------------------------------ | ------------------------------------------------------ | ------------------------------------------------------ | ------------------------------------------------------ | ------------------------------------------------------ | ------------------------------------------------------ | ------------------------------------------------------ | ------------------------------------------------------ |
| 1                                                      |                                                        |                                                        | Walter Hallstein (1901–1982)                           | Germania Ovest                                         | PPE (CDU)                                              | Hallstein I                                            | PPE, PSE, LD                                           | 10 gennaio 1958                                        | 1º settembre 1962                                      | –                                                      |
| 1                                                      | Hallstein II                                           | 2 settembre 1962                                       | Walter Hallstein (1901–1982)                           | Germania Ovest                                         | PPE (CDU)                                              | 1º luglio 1967                                         | PPE, PSE, LD                                           |                                                        |                                                        | –                                                      |
| 2                                                      |                                                        |                                                        | Jean Rey (1902–1983)                                   | Belgio                                                 | ALDE (PVV)                                             | Rey                                                    | PPE, PSE, LD                                           | 2 luglio 1967                                          | 30 giugno 1970                                         | –                                                      |
| 3                                                      |                                                        |                                                        | Franco Maria Malfatti (1927–1991)                      | Italia                                                 | PPE (DC)                                               | Malfatti                                               | PPE, PSE, LD, COM                                      | 1º luglio 1970                                         | 21 marzo 1972                                          | –                                                      |
| 4                                                      |                                                        |                                                        | Sicco Leendert Mansholt (1908–1995)                    | Paesi Bassi                                            | PES (PvdA)                                             | Mansholt                                               | PPE, PSE, LD                                           | 22 marzo 1972                                          | 5 gennaio 1973                                         | –                                                      |
| 5                                                      |                                                        |                                                        | François-Xavier Ortoli (1925–2007)                     | Francia                                                | RDE (UDR)                                              | Ortoli                                                 | PPE, PSE, LD                                           | 6 gennaio 1973                                         | 5 gennaio 1977                                         | –                                                      |
| 6                                                      |                                                        |                                                        | Roy Jenkins (1920–2003)                                | Regno Unito                                            | PES (Labour)                                           | Jenkins                                                | PPE, PSE, LD                                           | 6 gennaio 1977                                         | 1º luglio 1979                                         | –                                                      |
| Elezione diretta del Parlamento Europeo                |                                                        |                                                        |                                                        |                                                        |                                                        |                                                        |                                                        |                                                        |                                                        |                                                        |
| (6)                                                    |                                                        |                                                        | Roy Jenkins (1920–2003)                                | Regno Unito                                            | PES (Labour)                                           | Jenkins                                                | PPE, PSE, LD                                           | 1º luglio 1979                                         | 5 gennaio 1981                                         | 1979                                                   |
| 7                                                      |                                                        |                                                        | Gaston Thorn (1928–2007)                               | Lussemburgo                                            | ALDE (PD)                                              | Thorn                                                  | PPE, PSE, LD                                           | 6 gennaio 1981                                         | 5 gennaio 1985                                         | 1979                                                   |
| 8                                                      |                                                        |                                                        | Jacques Delors (1925–2023)                             | Francia                                                | PES (PS)                                               | Delors I                                               | PPE, PSE, LD                                           | 6 gennaio 1985                                         | 5 gennaio 1989                                         | 1984                                                   |
| 8                                                      | Delors II                                              | 6 gennaio 1989                                         | Jacques Delors (1925–2023)                             | Francia                                                | PES (PS)                                               | 31 dicembre 1993                                       | PPE, PSE, LD                                           | 1989                                                   |                                                        |                                                        |
| 8                                                      | Delors III                                             | PPE, PSE, ELDR, ADE                                    | Jacques Delors (1925–2023)                             | Francia                                                | PES (PS)                                               | 1º gennaio 1993                                        | 22 gennaio 1995                                        | 1989                                                   |                                                        |                                                        |
| 9                                                      |                                                        |                                                        | Jacques Santer (1937)                                  | Lussemburgo                                            | PPE (CSV)                                              | Santer                                                 | PPE, PSE, ELDR, UpE, DE                                | 23 gennaio 1995                                        | 15 marzo 1999                                          | 1994                                                   |
| 10                                                     |                                                        |                                                        | Manuel Marín (1949–2017)                               | Spagna                                                 | PES (PSOE)                                             | Marín                                                  | PPE, PSE, ELDR, UpE, DE                                | 16 marzo 1999                                          | 15 settembre 1999                                      | 1994                                                   |
| 11                                                     |                                                        |                                                        | Romano Prodi (1939)                                    | Italia                                                 | ALDE (Dem)                                             | Prodi                                                  | PPE, PSE, ELDR, FEPV                                   | 16 settembre 1999                                      | 21 novembre 2004                                       | 1999                                                   |
| 12                                                     |                                                        |                                                        | José Barroso (1956)                                    | Portogallo                                             | PPE (PSD)                                              | Barroso I                                              | PPE, PSE, ALDE, AEN                                    | 22 novembre 2004                                       | 31 ottobre 2009                                        | 2004                                                   |
| 12                                                     | Barroso II                                             | PPE, PSE, ALDE                                         | José Barroso (1956)                                    | Portogallo                                             | PPE (PSD)                                              | 1º novembre 2009                                       | 31 ottobre 2014                                        | 2009                                                   |                                                        |                                                        |
| 13                                                     |                                                        | PPE, PSE, ALDE                                         |                                                        | Jean-Claude Juncker (1954)                             | Lussemburgo                                            | PPE (CSV)                                              | Juncker                                                | 1º novembre 2014                                       | 30 novembre 2019                                       | 2014                                                   |
| 14                                                     |                                                        |                                                        | Ursula von der Leyen (1958)                            | Germania                                               | PPE (CDU)                                              | Von der Leyen I                                        | PPE, PSE, ALDE, ECR                                    | 1º dicembre 2019                                       | 30 novembre 2024                                       | 2019                                                   |
| 14                                                     | Von der Leyen II                                       | 1º dicembre 2024                                       | Ursula von der Leyen (1958)                            | Germania                                               | PPE (CDU)                                              | in carica                                              | PPE, PSE, ALDE, ECR                                    | 2024                                                   |                                                        |                                                        |